# Giorgio Doria
Giorgio Doria (Gênova, 4 de dezembro de 1708 - Roma, 31 de janeiro de 1759) foi um cardeal do século XVIII

## Biografia
Nasceu em Gênova em 4 de dezembro de 1708, Gênova. De uma família que possuía numerosos feudos. Filho de Andrea Doria, marquês de Torriglia, e Livia Centurione. Ele também está listado como Georgius ab Auria. Sobrinho-neto do cardeal Giovanni Doria (1604). Outros cardeais da família foram Girolamo Doria (1529); Sinibaldo Doria (1731); Giuseppe Maria Doria Pamphilj (1785); Antonio Maria Doria Pamphilj (1785); e Giorgio Doria Pamfilj Landi (1816).
Estudou na Universidade La Sapienza, em Roma, onde obteve o doutorado in utroque iure , direito canônico e civil.
Referendário dos Supremos Tribunais da Assinatura Apostólica da Justiça e da Graça, setembro de 1734. Vice-legado em Bolonha, setembro de 1734 até 16 de outubro de 1737. Governador da cidade de Ascoli, 8 de fevereiro de 1738. Recebeu as ordens menores, novembro 13 de 1740; o subdiaconato, 27 de novembro de 1740; e o diaconato, 30 de novembro de 1740.
Ordenado em 4 de dezembro de 1740.
Eleito arcebispo titular da Calcedônia, em 5 de dezembro de 1740. Consagrada, em 8 de dezembro de 1740, capela de S. Sisto, palácio Quirinale, Roma, pelo Papa Bento XIV, auxiliado por Joseph Guyon de Crochans, bispo de Cavaillon, e por Paul Alpheran de Bussan, bispo de Malta. Na mesma cerimônia foi consagrado Ludovico Merlini, arcebispo titular de Atena, futuro cardeal. Procurador da Sé Apostólica e núncio extraordinário na Dieta de Frankfort para a eleição do imperador Carlos VII; e permaneceu na corte imperial como núncio ordinário de 1742 até 1744.
Criado cardeal sacerdote no consistório de 9 de setembro de 1743; recebeu o chapéu vermelho em 5 de março de 1744; e o título de S. Lorenzo em Panisperna, 16 de março de 1744. Legado em Bolonha, 23 de setembro de 1743 até 17 de outubro de 1754. Protetor da Ordem dos Eremitas de Santo Agostinho, 26 de junho de 1745. Optou pelo título de S. Agostino, 15 de dezembro de 1745. Legação prorrogada por um triênio, 25 de junho de 1746. Protetor da Reipublicae Augustanae, 10 de janeiro de 1747. Prefeito da SC do Bom Governo, 6 de maio de 1754. Optou pelo título de S. Cecília, conservando em comenda o título de S. Agostino, a 3 de Janeiro de 1757. Participou no conclave de 1758, que elegeu o Papa Clemente XIII.
Morreu em Roma em 31 de janeiro de 1759. Exposto e sepultado na igreja de S. Cecília, Roma